# Четина
Четина се нарича космената покривка на тялото при диви и питомни свине. Космите при по-примитивните породи свине са по-дълги, груби и често къдрави. При по-скорозрелите породи се наблюдава скъсяване и разреждане на четината. При дивите свине и породите свине отглеждани при пасищни условия четината в областта на горната част на шията и гърба образува характерна грива образувана от по-дълги и груби косми. Цветът на четината варира и е в пряка зависимост от породата на свинете. Обикновено е бяла, по-рядко кафява или черна. Често се наблюдават и екземпляри с цветни петна. При малките на дивата свиня четината е с различен цвят и окраска от тази на възрастните. С напредване на възрастта обаче тя се променя и добива характерния за вида цвят.
При клане четината се премахва от кожата посредством няколко метода. Възможните начини са: пърлене, при което се изгарят космите или чрез щавене, при което под действието на висока температура мускулното влакно във фоликула се отпуска и позволява изтръгването на косъма.
В миналото космите добивани от четина са използвани в производството на четки за зъби, за бръснене или за боядисване.